# لئو گولوتا
لئو گولوتا (ایتالیایی: Leo Gullotta؛ زادهٔ ۹ ژانویهٔ ۱۹۴۶) بازیگر و صداپیشه اهل ایتالیا است.
از فیلم‌هایی که وی در آن نقش داشته است، می‌توان به سه ایتالیایی در ریو، معلم ویولنسل، عالیجناب با معشوقه‌اش زیر تخت، ستاره پادشاهان، سینما پارادیزو، ستاره‌ساز، بچه‌های خیابان، فروشگاه بزرگ، نجیب و بدجنس، بهیار، کافه اکسپرس، دخترک سرباز در دیدار نظامی، یک مرد محترم و باریا اشاره کرد.
گولوتا در سال ۱۹۸۴ و ۲۰۰۲ برنده روبان نقره‌ای بهترین بازیگر نقش مکمل مرد شده است.